# Бучиха (Юргінський район)
Бучи́ха (рос. Бучиха) — присілок у складі Юргінського району Тюменської області, Росія.
Населення — 3 особи (2010, 9 у 2002).
Національний склад станом на 2002 рік:
- росіяни — 100 %